# Исакеев, Баялы Дикамбаевич
Баялы Диканбаевич (Дыйканбаевич) Исакеев (кирг. Баялы Дыйканбай уулу Исакеев; 1897, Кочкорка, Семиреченская область — ноябрь 1938, Чон-Таш, Ворошиловский район) — советский государственный и партийный деятель.

## Биография
Баялы Исакеев родился в 1897 году в селе Кочкор Семиреченской области в киргизской крестьянской семье. С 10 лет учился в сельской школе, в 1916 году окончил 3-годичную русско-туземную школу-интернат в Нарыне.
Участвовал в киргизском восстании 1916 года, после его поражения бежал в Синьцзянскую провинцию (Китай), вернулся в Киргизию после Февральской революции.
В 1917—1919 годы работал на Нарынской почтовой станции, в 1919—1921 — секретарь Исполнительного комитета Учекинского волостного Совета (Туркестанская АССР). В 1920 году принят в РКП(б).
В 1921—1922 годы — секретарь, народный судья в Нарыне; в 1922 — член президиума Нарынского уездного комитета Союза «Кошчи» (Туркестанская ССР). В 1922—1926 годы заведовал агитационно-пропагандистским отделом в Нарынском уездном (1922—1923, 1924—1925), Джетысуйском областном (1923—1924), Каракол-Нарынском окружном (1925—1926) комитетах партии. Одновременно в 1925 году окончил Курсы уездных партийных работников при ЦК ВКП(б).
С 1927 года занимал должности областного / республиканского уровня: в Киргизской областной контрольной комиссии ВКП(б) (по март 1927), ответственный редактор газеты «Эркин тоо» («Свободные горы»; по ноябрь 1927). С февраля 1928 по январь 1929 года заведовал агитационно-пропагандистским отделом Киргизского обкома ВКП(б); с января 1929 по 1930 год — народный комиссар земледелия Киргизской АССР, с 10 июня 1930 по сентябрь 1933 года — 2-й секретарь Киргизского обкома ВКП(б).
С 27 сентября 1933 по 8 сентября 1937 года — председатель Совета Народных Комиссаров Киргизской АССР / Киргизской ССР.
26 января—10 февраля 1934 года делегат XVII съезда ВКП(б) с решающим голосом от КП(б) Киргизии.
Одновременно с 1935 года член ВЦИК, в мае-сентябре 1937 — председатель Комитета науки при СНК Киргизской ССР.
Избирался делегатом XVII съезда ВКП(б) (1934).
Арестован 10 сентября 1937 года. В соответствии со «списком лиц, подлежащих суду Военной коллегии Верховного суда СССР по Киргизской ССР» по 1-й категории, утверждённым 12 сентября 1938 года, расстрелян в ноябре 1938 года около села Таш-Дебе Киргизской ССР — в Чон-Таше в 30 км от города Бишкек. Останки 137 кыргызстанцев 19 национальностей, расстрелянных в Чон-Таше в ноябре 1938, были выявлены в 1991 году и 30 августа 1991 года перезахоронены с государственными почестями в Мемориальном комплексе жертвам репрессий «Ата-Бейит» («Кладбище отцов») в селе Чон-Таш, в 100 м от раскопок.
В том же 1937 году был арестован другой партийный деятель Киргизии Д. Иманов, которого обвинили в том, что он занимался шпионажем по заданию Б. Д. Исакеева и Ю. А. Абдрахманова.

### Семья
- Отец — Диканбай (? — ок. 1900), крестьянин[1].
- Жена; дочь (р. 1934)[1].

## Комментарии
1. ↑  По другим данным — родился в Учекинской волости Семиреченской области[2].
2. ↑  Совет Народных Комиссаров Киргизской АССР преобразован в Совет Народных Комиссаров Киргизской ССР 24 марта 1937 года постановлением 5-й сессии ЦИК Киргизской АССР 4-го созыва[3].
3. ↑  Избран на XVI Всероссийском съезде Советов рабочих, крестьянских и красноармейских депутатов 15-23.01.1935.
4. ↑  Ныне — село имени Суйменкула Чокморова в Аламудунском районе Чуйской области.